# Riccardia elongata
Riccardia elongata là một loài rêu trong họ Aneuraceae. Loài này được Schiffner mô tả khoa học đầu tiên năm 1898. Danh pháp khoa học của loài này chưa được làm sáng tỏ. 